# Nouvel Ordre
Pour plus de détails, voir Fiche technique et Distribution.
Nouvel Ordre (Nuevo Orden) est un film mexicano-français réalisé par Michel Franco, sorti en 2020.
Il remporte le Grand prix du jury à la Mostra de Venise 2020.

## Synopsis
Alors que des familles riches célèbrent un mariage, un soulèvement populaire a lieu à Mexico. Les insurgés s'invitent à la fête et saccagent la maison.

## Fiche technique
- Titre : Nouvel Ordre
- Titre original : Nuevo Orden
- Réalisation et scénario : Michel Franco
- Photographie : Yves Cape
- Montage : Óscar Figueroa et Michel Franco
- Pays de production : Mexique, France
- Format : Couleurs - 35 mm
- Genre : drame
- Dates de sortie :
  - Italie : 10 septembre 2020 (Mostra de Venise 2020)
  - France : 31 mars 2021

## Distribution
- Naian González Norvind (es) (VF : Flora Brunier) : Marian
- Diego Boneta (VF : Franck Lorrain) : Daniel
- Mónica del Carmen (es) (VF : Brigitte Guedj) : Marta
- Fernando Cuautle (es) (VF : Hugo Brunswick) : Cristian
- Darío Yazbek Bernal (VF : Damien Le Délézir) : Alan
- Eligio Meléndez (es) (VF : Marc Perez) : Rolando
- Lisa Owen (es) (VF : Ethel Houbiers) : Rebeca
- Patricia Bernal (es) (VF : Isabelle Sempéré) : Pilar
- Gustavo Sánchez Parra (es) (VF : Marc Perez) : le général Oribe
- Roberto Medina (es) (VF : Fabrice de La Villehervé) : Iván Novello

 Source et légende : version française (VF) sur RS Doublage

## Distinctions

### Récompense
- Mostra de Venise 2020 : Grand prix du jury

### Sélections
- Festival international du film de Toronto 2020 : sélection en section Contemporary World Cinema
- Festival international du film de Saint-Sébastien 2020 : sélection en section Perles (Perlak)